# Résolution 1311 du Conseil de sécurité des Nations unies
Membres permanents
- Chine
- États-Unis
- France
- Royaume-Uni
- Russie

Membres non permanents
- Argentine
- Bangladesh
- Canada
- Jamaïque
- Malaisie
- Mali
- Namibie
- Pays-Bas
- Tunisie
- Ukraine

Résolution no 1310 Résolution no 1312
La Résolution 1311 du Conseil de sécurité des Nations unies fut adoptée à l'unanimité le 28 juillet 2000. Après avoir réaffirmé toutes les résolutions sur l'Abkhazie et la Géorgie, en particulier la résolution 1287 (en) (de 2000), le Conseil a prorogé le mandat de la Mission d'observation des Nations unies en Géorgie (MONUG) jusqu'au 31 janvier 2001.
Le Conseil de sécurité a souligné le caractère inacceptable de l’absence de progrès sur des questions clés liées au conflit en Abkhazie. Il a rappelé que les deux parties devraient se réunir tous les deux mois. Le 11 juillet 2000, les parties ont signé un protocole sur la stabilisation de la zone de sécurité, afin de travailler plus dur pour le retour des réfugiés dans la région de Gali et la reprise économique.
La résolution a exhorté les deux parties à continuer de négocier les questions en suspens, y compris la répartition des pouvoirs entre Tbilissi et Soukhoumi. Les parties avaient promis de ne pas recourir à la violence pour résoudre les problèmes. Le Conseil de sécurité a affirmé une fois de plus que les changements démographiques dus au conflit étaient inacceptables et a appelé au retour des réfugiés dans la région de Gali. Il a en outre déploré la violence et les activités criminelles dans la zone de conflit et exigé que les deux parties respectent l'Accord de 1994 sur le cessez-le-feu et la séparation des forces armées.